# Scapanus
Genre
Scapanus est un genre qui comprend trois espèces actuelles de mammifères appartenant à la famille des Talpidés (Talpidae). Ce sont des taupes d'Amérique du Nord.

## Liste des espèces
Selon Mammal Species of the World (version 3, 2005)  (12 février 2015), NCBI (12 février 2015), ITIS (12 février 2015) et Catalogue of Life (12 février 2015)
- Scapanus latimanus (Bachman, 1842)
- Scapanus orarius True, 1896 - Taupe du Pacifique
- Scapanus townsendii (Bachman, 1839) - Taupe de Townsend

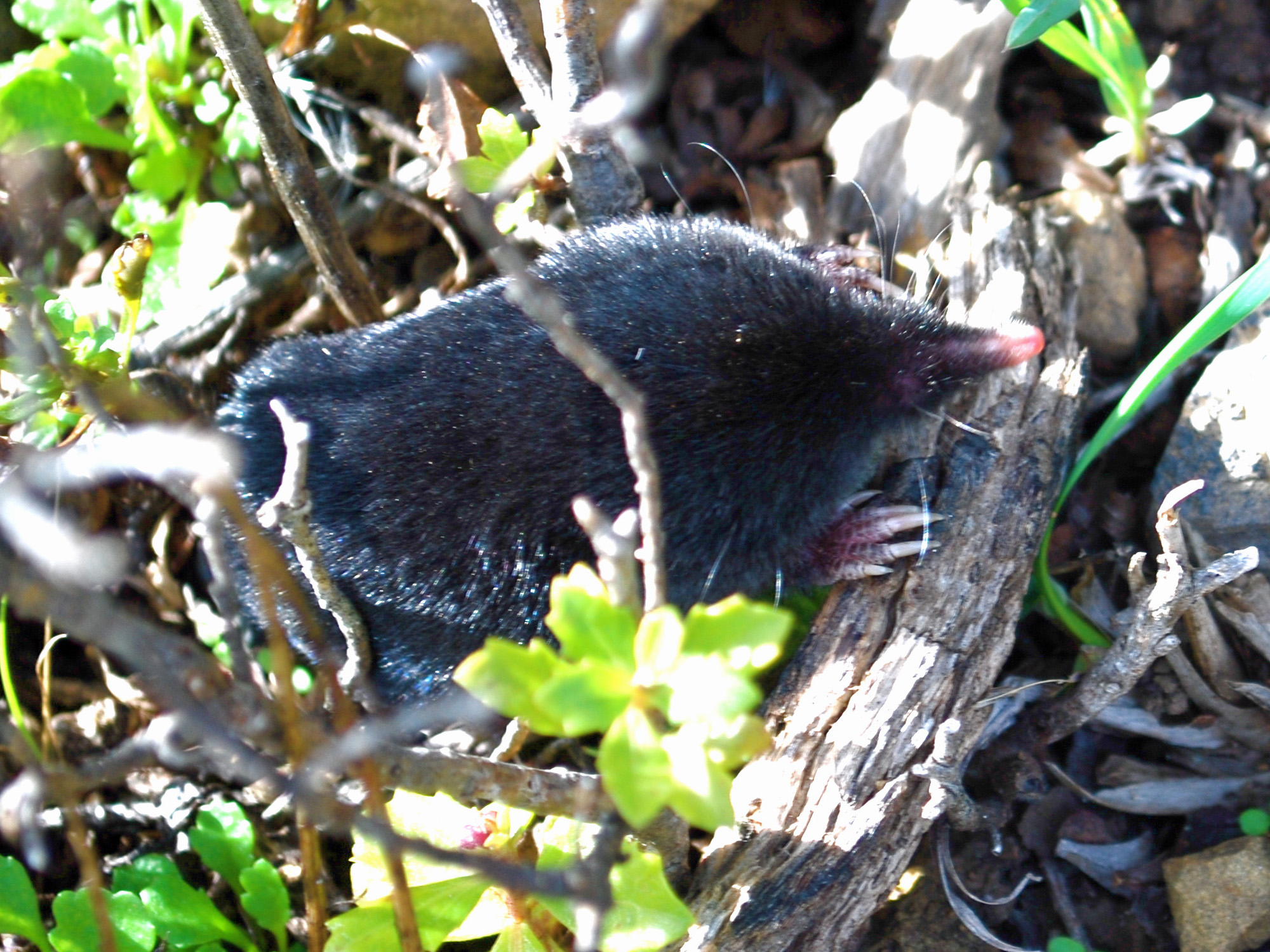
Scapanus latimanus
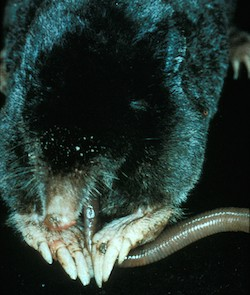
Scapanus orarius
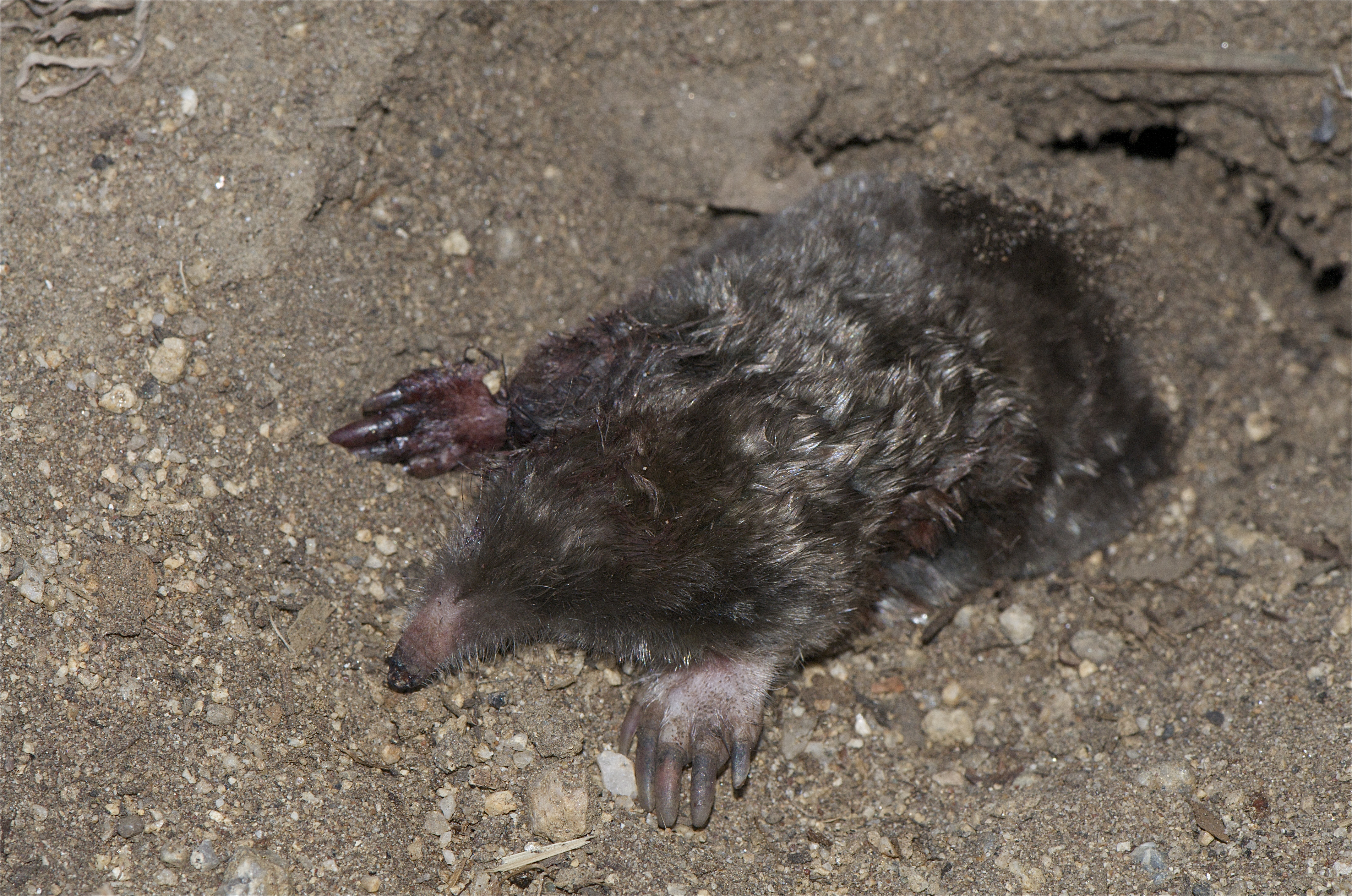
Scapanus townsendii

Selon Paleobiology Database (12 février 2015) :
- † Scapanus hagermanensis
- Scapanus latimanus
- † Scapanus malatinus
- Scapanus orarius
- † Scapanus proceridens
- † Scapanus shultzi
- Scapanus townsendii

## Classification
Ce genre a été décrit pour la première fois en 1848 par le paléontologue, géologue, botaniste et politicien français Auguste Pomel(1821-1898).
Classification plus détaillée selon le Système d'information taxonomique intégré (SITI ou ITIS en anglais) :
 Règne : Animalia ; sous-règne : Bilateria ; infra-règne : Deuterostomia ; Embranchement : Chordata ; Sous-embranchement : Vertebrata ; infra-embranchement : Gnathostomata ; super-classe : Tetrapoda ; Classe : Mammalia ; Sous-classe : Theria ; infra-classe : Eutheria ; ordre : Soricomorpha ; famille des Talpidae ; sous-famille des Scalopinae ; tribu des Scalopini .
Traditionnellement, les espèces de la famille des Talpidae sont classées dans l'ordre des Insectivora, un regroupement qui est progressivement abandonné au XXIe siècle.